# Брэдшоу, Александра
Александра Брэдшоу (англ. Alexandra Bradshaw;20 апреля 1888, Новая Шотландия — 24 сентября 1981, Уиттиер, Калифорния) — канадско-американская художница, профессор в степени искусства. Брэдшоу была членом Бостонского общества художников-акварелистов, Кембриджской художественной ассоциации, художественной ассоциации Лагуна-Бич, Тихоокеанской художественной ассоциации, женщин-художников Сан-Франциско, Художественной ассоциации Фресно и Калифорнийского общества акварелистов. В настоящее время работы Брэдшоу представлены в Калифорнийском клубе коллекционеров произведений искусства в Ньюпорт-Бич.

## Биография
Александра Брэдшоу родилась 20 апреля 1888 года в Новой Шотландии.
В детском возрасте вместе семьёй переехала в США, штат Калифорния. Обучалась на профессиональном курсе Калифорнийской государственной педагогической школы с 1907 по 1908 год. В 1908 году получила диплом за свой проект.
В 1914 году Брэдшоу был пройден курс повышения квалификации в Калифорнийской государственной педагогической школе в Лос-Анджелесе.
Обучалась в Стэнфордском университете у Андре Л'Хота, и также обучалась у него в Колумбийском университете. Также обучалась у Рекса Слинкарда и Ганса Хофмана.
В 1917 году стала преподавателем и главой отдела изящных искусств в Калифорнийской педагогической школе в Фресно.
30 августа 1940 года пожертвовала акварель под названием «Рыбалка в заливе Трех арок» Британскому Красному Кресту. Картина позже была куплена миссис К. Чарльз Кларк из Лагуна-Бич.
С тех пор, как Брэдшоу была главой факультета изящных искусств государственного колледжа Фресно, у неё был летний дом в заливе Три Арки в Южной Лагуне, Калифорния.
Александра Брэдшоу умерла 23 сентября 1981 года в городе Уиттиер, штат Калифорния.

## Личная жизнь
В 1954 году Брэдшоу вышла замуж за Кларенса Хоага, который также как и она был выходцем из Новой Шотландии. Брэдшоу и Хоаг жили в замке Клэр который Кларенс построил в периоде между 1922 и 1949 годом. Замок находится в Уэйкфилде, штат Массачусетс. После смерти в замке расположился квартирный дом. Здание сгорело в 1974 году.

## Выставки
Работы Брэдшоу были выставлены в:
- Общество женщин-художников Сан-Франциско, 1932 г
- Международная выставка «Золотые ворота», 1939 г.
- Национальная ассоциация женщин-художников, 1940, 1941 гг.
- Калифорнийское общество акварелистов 1940, 1942, 1944, 1952–53.
- Ассоциация искусств Лагуна-Бич, 1941–48, 1944, 1948
- Художественная ассоциация Сан-Франциско, 1943, 1944 гг.
- Художественный музей Сан-Франциско, 1943 год.
- Музей Риверсайд, 1944, 1946 гг.
- Художественный институт Пасадены, 1959-1965 гг.
- Мемориальная библиотека Люциуса Биба, Уэйкфилд, Массачусетс, 1960, 1964.
- Лагуна-Бич, Калифорния, 1964 год.
- Художественная галерея Крокера
- Музей изящных искусств, Бостон
- Музей Буша-Райзингера
- Галерея изящных искусств Сан-Диего
- Город Париж, Сан-Франциско
- Маленькая галерея в Бостоне